# Dipsaceae

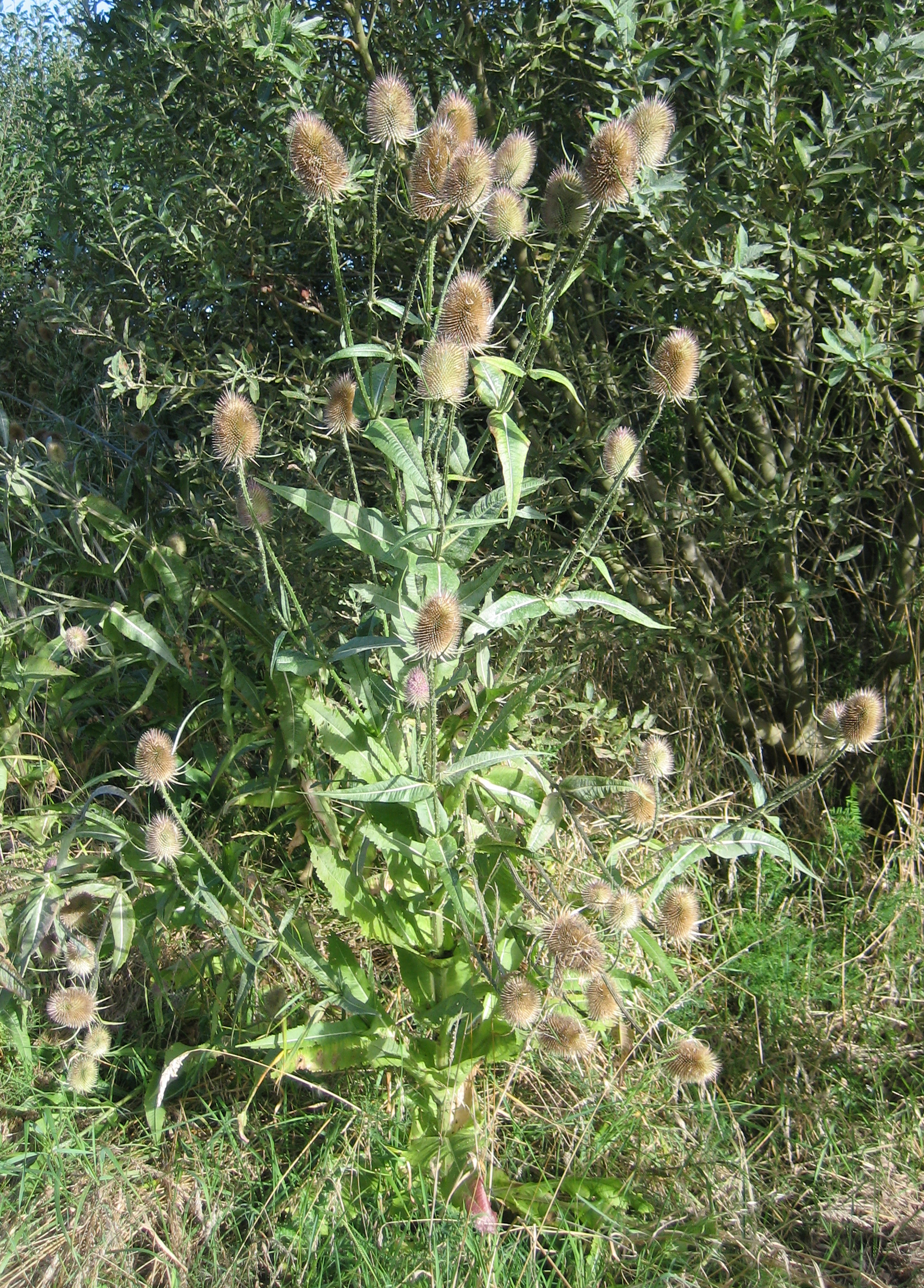
Dipsacus

Dipsaceae, na classificação taxonômica de Jussieu (1789), é uma ordem botânica da classe Dicotyledones, Monoclinae (flores hermafroditas ), Monopetalae (uma pétala), com  corola epigínica (quando a corola se insere acima do nível do ovário) e, com anteras distintas.
Apresenta os seguintes gêneros:
- Morina, Dipsacus, Scabiosa, Knautia, Allionia, Valeriana, e outros.